# علي بن أبي الرجال

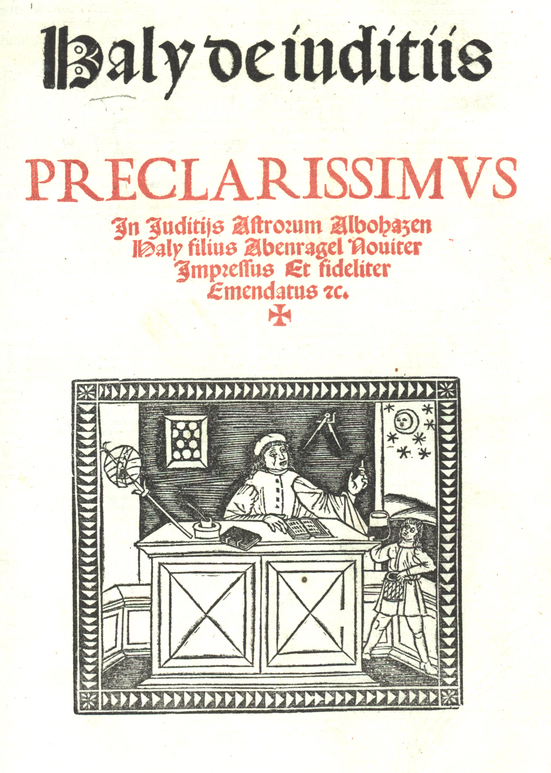
كتاب الباري في أحكام النجوم, 1523

أَبُو اَلْحَسَنْ عَلِي اِبْنُ أَبِي اَلرِّجَالُ اَلشَّيْبَانِي، أحد علماء الفلك العرب الذين عاشوا في أواخر القرن العاشر حتى أوائل القرن الحادي عشر، ومن أهم الكتب التي اشتهر بها هو كتاب البارع في أحكام النجوم.
كان هو عالم الفلك الخاص ببلاط الأمير الزيري المعز بن باديس في مطلع القرن الحادي عشر. توفى أبو الرجال سنة 1037 في مدينة القيروان.
أبو الحسن علي ابن أبي الرجال  كان فلكياً عربياً في آخر القرن العاشر وأول القرن الحادي عشر. يُعرف علي بن أبي الرجال في الغرب اللاتيني باسم «هالي أبنراجل أو هالي ألبوهازن». كان بن أبي الرجال عالم الفلك والمسئول الرئيس بديوان الأمير باديس الزيري (1007 أو 1008- 1062) في القيروان (تونس حاليًا). يشتهر أبو الحسن بكتابه «كتاب البارع في أحكام النجوم». عمل كمنجم في المحكمة للأمير الزيري المعز بن باديس في النصف الأول من القرن الحادي عشر. مات علي في عام 1037 في القيروان في الدولة المعروفة حاليًا بدولة تونس.
ترجم يهودا بن موشي كتاب أبي الحسن «كتاب البارع في أحكام النجوم» إلى اللغة القشتالية من أجل ألفونسو العاشر في عام 1254 تحت عنوان «الكتاب الكامل عن أحكام النجوم». المخطوطة الوحيدة الناجية من مخطوطات الترجمة القشتالية هي MS 3605 في المكتبة الوطنية بمدريد، التي لا تحتوي إلا على 5 كتب من أصل 8 كتب المحتوي عليها في الترجمة القشتالية الكاملة. كونت النسخة الكاملة في عام 1523، في البندقية وقُدمت باللاتينية، وحُفظت في مكتبة قطر الوطنية.
في عام 1485 في البندقية تُرجمت نسخة كاملة من الترجمة القشتالية القديمة إلى اللاتينية ونشرها إرهارد راتدولت بعنوان «الكتاب الشهير الكامل عن أحكام النجوم».

## نبذة عن كتاب البارع
الكتاب هو كتاب البارع في أحكام النجوم والطوالع. يتكون هذا الكتاب من ثمانية أجزاء. تغطي هذه الأجزاء أغلب المواضيع المطروحة على طاولة علم الفلك في ذلك الوقت. تشمل تلك الأجزاء تحقيقات فلكية وتواريخ ميلاد وحوارات حول الأبراج الفلكية ومناقشة لقيمتها، بالإضافة إلى حديثه عن سمات الكواكب. كانت الترجمة الأولى لهذا الكتاب إلى اللغة القشتالية القديمة على يد يهودا بن موشي في بلاط ألفونسو العاشر في عام 1254. ثم توالت الترجمات للنسخة القشتالية، فقد تُرجمت تلك النسخة إلى اللغة اللاتينية ثم إلى اللغة البرتغالية القديمة واللغة العبرية. قام بالترجمة إلى اللغة اللاتينية كل من إيجيديوس دي تبالدي في عام 1256 وساعده فيها يتروس دي.
كان لهذا الكتاب تأثير واسع على علم الفلك في أوروبا، حيث صدرت ترجمات عديدة للكتاب من اللغة العربية إلى عدة لغات أوروبية منها الإنجليزية والفرنسية والبرتغالية. كما كان الكتاب معروفًا بالفعل لعلماء الفلك في عصر النهضة في أوروبا.
في عصر النهضة، لم يكن هناك تمييز واضح بين ما يسميه الناس علم الفلك حاليًا، (أي دراسة الأجرام السماوية) وبين التنجيم (أي تأثير الأجرام السماوية على الأحداث). بُني التنجيم في القرون الوسطى على المفهوم الأرسطي عن الكون، كما يشرحه العالم المصري القديم كلوديوس بطليموس. يقترح هذا المفهوم أن الأرض تقع في مركز الكون، ويحيط الأرض مدارات تحتوي على النجوم والكواكب والأجرام السماوية.
استخدم علماء الفلك والتنجيم في عصر النهضة والقرون الوسطى المعادلات الرياضية للتنبؤ بحركة الأجسام في السماء. استُخدمت تلك الحسابات لتكوين التقويم وتحديد مواعيد أغلب الأنشطة، والتنبؤ بموعد حدوث الخسوف والكسوف والأحداث غير المتوقعة. لذلك كان علم الفلك أحد العلوم المهمة والمطلوبة في هذه العصور. طور علماء الفلك الشرقيون تقنيات أكثر تطورًا من معاصريهم كانت مهمة للدارسين في أوروبا الغربية.